# Serwer wideo
Serwer wideo, wideoserwer IP (ang. video server) – urządzenie stosowane w cyfrowej telewizji przemysłowej (CCTV IP) służące do cyfrowego przetwarzania i kompresowania analogowych sygnałów wizyjnych, a także przesyłania ich przez sieć komputerową do rejestratora cyfrowego, serwera przechowującego nagrania lub nawet urządzenia mobilnego (np. smartfon). 
Serwer wideo konwertuje analogowy sygnał wizyjny z kamer telewizji przemysłowej do standardu cyfrowego, zwykle MJPEG lub MPEG-4, tworząc praktycznie z kamer analogowych – kamery IP. Za pomocą serwerów wideo można zmodernizować analogową instalację telewizji przemysłowej do postaci cyfrowej (CCTV IP). 
Oprócz serwerów wideo w CCTV IP wykorzystywane są także: 
- kamery IP,
- sieciowe rejestratory wideo NVR (ang. Network Video Recorder).